# Christian Benjamin Uber
Christian Benjamin Uber (Breslau, avui Wrocław, Polònia, 22 de setembre de 1746 - 1812) fou un compositor, magistrat i jurista alemany.
Amador apassionat de la música, contribuí poderosament al desenvolupament d'aquest art en la seva ciutat natal, celebrant nombrosos concerts de cambra a ca seva, amb la cooperació de distingits aficionats. Produí moltes obres d'aquest gènere; sonates per a piano, divertimenti, concertinos, una serenata i un quintet per a instruments d'arc, més el vaudeville Clarise, músic d'escena per la comèdia Der Volontär, la cantata Deukalion und Pyrrha i una Ode aus der Gechichte der Fanny Wilkes.
Fou també distingit jurisconsult i desenvolupà elevats càrrecs en la magistratura. Els seus fills Friedrich i Alexander també foren músics i compositors.